# Carte Goodwin
Carte Patrick Goodwin (Mount Alto, 27 febbraio 1974) è un politico e avvocato statunitense.
Appartenente al Partito Democratico, ha rappresentato la Virginia Occidentale al Senato per quattro mesi nel 2010.
Goodwin è stato nominato da Joe Manchin, Governatore della Virginia Occidentale, come sostituto provvisorio del Senatore Robert Byrd, morto in carica dopo 57 anni di servizio al Congresso. Goodwin era tuttavia solo un sostituto ad-interim: il 2 novembre infatti venne decretato il suo successore attraverso un'elezione speciale, a cui Goodwin non prese parte. Questo successore si rivelò poi essere proprio Joe Manchin.
Durante la sua permanenza al Congresso, Carte Goodwin era il membro più giovane del Senato e detiene il primato di essere il primo Senatore nato negli anni settanta.